# Веселичі
45°32′ пн. ш. 15°22′ сх. д. / 45.54° пн. ш. 15.37° сх. д.
Веселичі (хорв. Veselići) — населений пункт у Хорватії, у Карловацькій жупанії у складі громади Рибник.

## Населення
Населення за даними перепису 2011 року становило 49 осіб.
Динаміка чисельності населення поселення: